# André-Hercule de Fleury
André-Hercule de Fleury (Lodève, 22 giugno 1653 – Issy-les-Moulineaux, 29 gennaio 1743) è stato un cardinale, vescovo cattolico e politico francese.

## Biografia
Nacque a Lodève il 22 giugno 1653 da Jean de Fleury e Diane de La Treilhe, fu mandato da giovane a Parigi per studiare presso i gesuiti filosofia, teologia e lo studio dei classici latini. Dopo aver preso i voti, grazie al patrocinio del cardinale Piero Bonsi ottenne nel 1670 la nomina a cappellano personale della regina di Francia Maria Teresa, moglie del re Luigi XIV, ruolo che continuò a detenere anche dopo la morte di lei; successivamente divenne l'elemosiniere della sovrana (1679) e poi dello stesso Luigi XIV (1683)
Nel 1698 fu nominato vescovo di Fréjus, diocesi che resse per circa diciassette anni, durante i quali tuttavia cercò di ottenere il modo di tornare presso la corte francese.
Nel 1715 rassegnò le dimissioni dopo aver ricevuto i diritti sull'abbazia di Tournus, ma il 1º aprile 1716, per volere testamentario dello stesso re Luigi XIV, fu nominato dall'allora reggente duca d'Orléans precettore personale dell'erede al trono, il giovane Luigi XV, che allora aveva solo cinque anni, del quale seppe guadagnarsi la fiducia; nel 1717 invece divenne membro dell'Académie française.
Divenuto membro del consiglio di stato e del consiglio di reggenza, nel 1726 venne nominato ministro di stato e sostituì il duca di Borbone nella direzione del governo; poco dopo papa Benedetto XIII lo elevò al rango di cardinale nel concistoro dell'11 settembre 1726.
Il suo ministero corrispose con il ritorno della stabilità in Francia: duttile e moderato ma fornito di grande energia, egli riassestò le finanze con severe misure economiche, promosse un notevole sviluppo commerciale, diminuì le imposte e consolidò la moneta sino alla Rivoluzione; inoltre il ministro scelse sagaci collaboratori e riequilibrò il bilancio, tanto che negli anni 1738-1739 lo Stato francese ebbe più entrate che uscite.
In politica estera Fleury cercò di mantenere la pace, benché fosse stato costretto a partecipare alla guerra di successione polacca (1733-1738), durante la quale cercò, anche all'insaputa del re, d'iniziare trattative di pace, e alla guerra di successione austriaca (1740-1748); cercò inoltre di ridurre la tensione tra Inghilterra e Spagna (trattato di Siviglia, 1729) e di riconciliare la Francia e le potenze borboniche con l'Austria (trattato di Vienna, 1731), dopo aver promosso e presieduto il congresso di Cambrai (poi Soissons, 1728).
In politica interna egli dovette combattere contro l'opposizione giansenista, protestante e parlamentare: dopo le scene di fanatismo nel cimitero di Saint-Médard a Parigi (1727), il cardinale volle approfittare della situazione per costringere il Parlamento ad approvare la bolla Unigenitus del 1713 che condannava il Giansenismo; ne seguì una lunga crisi tra il Parlamento e il ministro.
Con l'espansione della fazione favorevole all'intervento nella guerra di successione austriaca, scoppiata a causa della morte dell'imperatore del Sacro romano impero Carlo VI (1740), il potere di Fleury cominciò a diminuire; comunque il suo governo fu il periodo migliore del regno di Luigi XV.
Morì il 29 gennaio 1743 all'età di 89 anni; ricevette sepoltura inizialmente nella chiesa parrocchiale di Meudon-la-Forêt ad Issy-les-Moulineaux, tempo dopo venne spostato nella Chiesa di Saint-Louis-du-Louvre, andata in seguito distrutta nel 1811.

## Genealogia episcopale e successione apostolica
La genealogia episcopale è:
- Cardinale Guillaume d'Estouteville, O.S.B.Clun.
- Papa Sisto IV
- Papa Giulio II
- Cardinale Raffaele Sansone Riario
- Papa Leone X
- Papa Paolo III
- Cardinale Francesco Pisani
- Cardinale Alfonso Gesualdo di Conza
- Papa Clemente VIII
- Cardinale Pietro Aldobrandini
- Cardinale Laudivio Zacchia
- Cardinale Antonio Barberini, O.F.M.Cap.
- Cardinale Nicolò Guidi di Bagno
- Arcivescovo François de Harlay de Champvallon
- Cardinale Louis-Antoine de Noailles
- Cardinale André-Hercule de Fleury

La successione apostolica è:
- Vescovo Jean-Baptiste Massillon, C.O.I. (1718)
- Cardinale Nicolas-Charles de Saulx-Tavannes (1721)
- Vescovo Léonor III de Goyon de Matignon (1722)
- Vescovo Jean-Marie Henriau (1724)
- Arcivescovo Honoré-François Grimaldi de Monaco (1725)